# Lamprocryptidea elegans
Lamprocryptidea elegans är en stekelart som först beskrevs av Szepligeti 1916.  Lamprocryptidea elegans ingår i släktet Lamprocryptidea och familjen brokparasitsteklar. Inga underarter finns listade i Catalogue of Life.